# Dearborn (Michigan)
Dearborn is een plaats (city) in de Amerikaanse staat Michigan, en valt bestuurlijk gezien onder Wayne County. Het hoofdkantoor van Ford Motor Company is hier gevestigd, alsmede de River Rouge Plant, de grootste geïntegreerde fabriek ter wereld.

## Demografie
Bij de volkstelling in 2000 werd het aantal inwoners vastgesteld op 97.775.
In 2006 is het aantal inwoners door het United States Census Bureau geschat op 92.382, een daling van 5393 (-5.5%).

## Geboren
- Bob Seger (1945), rockzanger en songwriter
- Dave Florek (1953), acteur
- Martin P. Robinson (1954), poppenspeler
- John William Stout (1957), componist, muziekpedagoog en dirigent
- Frankie Andreu (1967), wielrenner
- Charlie White (1987), kunstschaatser
- Britta Büthe (1988), Duits beachvolleyballer
- Larry Warbasse (1990), wielrenner

## Overleden
- Henry Ford (30 juli 1863 - 7 april 1947), ondernemer
- Uriel Jones (1934-2009), Afro-Amerikaans drummer

## Geografie
Volgens het United States Census Bureau beslaat de plaats een oppervlakte van
63,3 km², waarvan 63,1 km² land en 0,2 km² water. Dearborn ligt op ongeveer 180 m boven zeeniveau.

## Plaatsen in de nabije omgeving
De onderstaande figuur toont nabijgelegen plaatsen in een straal van 8 km rond Dearborn.